# Euproctis conspersana
Euproctis conspersana är en fjärilsart som beskrevs av Embrik Strand 1914. Euproctis conspersana ingår i släktet Euproctis och familjen tofsspinnare. Inga underarter finns listade i Catalogue of Life.